# ピケンズ郡 (アラバマ州)
ピケンズ郡（英: Pickens County）は、アメリカ合衆国アラバマ州の西部に位置する郡である。2010年国勢調査での人口は19,746人であり、2000年の20,949人から5.7%減少した。郡庁所在地はキャロルトン町（人口1,019人）であり、同郡で人口最大の都市はアリスビル市（人口2,486人）である。基本的にアルコール飲料の販売が禁止されている「ドライ郡」（禁酒郡）だが、キャロルトン市とアリスビル市はそれぞれ2011年と2012年の住民投票で、販売が認められる「ウェット」市になった。

## 歴史
ピケンズ郡は1820年12月20日に設立され、郡名は、サウスカロライナ州の出身で、アメリカ独立戦争の英雄となったアンドリュー・ピケンズ将軍に因んで名付けられた。1830年、郡庁所在地がピケンズビルからキャロルトンに移された。キャロルトンに建てられた初代郡庁舎は1865年4月5日に、北軍の将軍ジョン・T・クロクストンの部隊に焼かれた。二代目郡庁舎も1876年11月16日の火事で焼失した。このとき放火が疑われたが、実際に犯人が逮捕されたのは1878年1月になってからだった。前科のあったアフリカ系アメリカ人ヘンリー・ウェルズが逮捕され、1877年に建設されていた新しい建物の屋根裏部屋に閉じ込められた。伝説に拠れば、ウェルズは自分を絞首刑にするために集まった群衆を屋根裏部屋の北窓から覗いていた。そのとき近くに雷が落ちて、ウェルズの苦悩に歪んだ顔を窓ガラスに焼き付けた。この窓の下側右手のガラスには今でも、顔のようなぼんやりとしたイメージが見られる。
1998年4月8日、郡内でスーパーセルの雷が藤田スケールF3の竜巻を生んだ。この突風で2人が負傷し、移動住宅を含む5戸の家が損傷を受けた。竜巻はホールマンからノースポートの北まで17マイル (27 km) を移動した。このためにさらに24戸の家屋と13戸の移動住宅も破壊された。その後同じスーパーセルの雷が藤田スケールF5の竜巻を生み、ブラックウォリアー川に近いタスカルーサ市北東部を襲った後、ジェファーソン郡に入ってオークグローブ高校を破壊し、その過程で死者32人を出した。

## 地理
アメリカ合衆国国勢調査局に拠れば、郡域全面積は890.05平方マイル (2,305 km2)であり、このうち陸地881.42平方マイル (2,283 km2)、水域は8.63平方マイル (22 km2)で水域率は0.97%である。

### 交通

#### 主要高規格道路
- アメリカ国道82号線
- アラバマ州道14号線
- アラバマ州道17号線
- アラバマ州道32号線
- アラバマ州道86号線

#### 鉄道
- アラバマ・アンド・ガルフ・コースト鉄道
- アラバマ・サザン鉄道

### 隣接する郡
- ラマー郡 - 北
- ファイエット郡 - 北東
- タスカルーサ郡 - 東
- グリーン郡 - 南東
- サムター郡 - 南
- ノクサビー郡 (ミシシッピ州) - 南西
- ラウンズ郡 (ミシシッピ州) - 西

## 人口動態
以下は2000年の国勢調査による人口統計データである。
| 基礎データ - 人口: 20,949人 - 世帯数: 8,086 世帯 - 家族数: 5,789 家族 - 人口密度: 9人/km2（24人/mi2） - 住居数: 9,520軒 - 住居密度: 4軒/km2（11軒/mi2） 人種別人口構成 - 白人: 55.95% - アフリカン・アメリカン: 42.96% - ネイティブ・アメリカン: 0.12% - アジア人: 0.11% - 太平洋諸島系: 0.02% - その他の人種: 0.22% - 混血: 0.63% - ヒスパニック・ラテン系: 0.70% | 年齢別人口構成 - 18歳未満: 27.3% - 18-24歳: 8.5% - 25-44歳: 25.8% - 45-64歳: 22.8% - 65歳以上: 15.7% - 年齢の中央値: 37歳 - 性比（女性100人あたり男性の人口） - 総人口: 88.1 - 18歳以上: 83.3 世帯と家族（対世帯数） - 18歳未満の子供がいる: 32.6% - 結婚・同居している夫婦: 49.8% - 未婚・離婚・死別女性が世帯主: 18.2% - 非家族世帯: 28.4% - 単身世帯: 26.4% - 65歳以上の老人1人暮らし: 12.5% - 平均構成人数 - 世帯: 2.56人 - 家族: 3.11人 | 収入と家計 - 収入の中央値 - 世帯: 26,254米ドル - 家族: 32,938米ドル - 性別 - 男性: 28,843米ドル - 女性: 20,569米ドル - 人口1人あたり収入: 13,746米ドル - 貧困線以下 - 対人口: 24.9% - 対家族数: 20.1% - 18歳未満: 34.3% - 65歳以上: 22.3% |

## 都市と町

### 都市
- アリスビル
- リフォーム

### 町
- キャロルトン - 郡庁所在地
- エセルズビル
- ゴード
- マクマレン
- メンフィス
- ピケンズビル

### 国勢調査指定地域
- マセドニア

### 未編入の町
- マクシャン

## 見どころ
郡内にはアリスビル博物館と文化センターがあり、アリスビル第二次世界大戦捕虜収容所で制作された工芸品を収めている。そのほかアリスビル湖、トンビッグビー川があり、またマクシャンのマクシャン邸宅もある。